# Јоаким (филм)
„Јоаким“ је југословенски филм из 1979. године. Режирао га је Арса Милошевић, а сценарио је писао Добривоје Илић.

## Улоге
| Глумац            | Улога |
| ----------------- | ----- |
| Мирослав Бијелић  |       |
| Богдан Девић      |       |
| Раде Којчиновић   |       |
| Тома Курузовић    |       |
| Раде Марковић     |       |
| Жика Миленковић   |       |
| Радослав Павловић |       |
| Душан Почек       |       |
| Весна Вујисић     |       |
| Иван Шебаљ        |       |
| Петар Перишић     |       |